# سوجیز (گروه موسیقی)
سوجز (به انگلیسی: Savages) ، یک گروه موسیقی راک انگلیسی است که درسال ٢٠١١ در لندن تأسیس یافت.
جما تامپسن ، گیتاریست گروه، ایده نام گروه را ارائه داده بود و تقریبا یکسال پیش از تأسیس گروه در این‌باره با جنی بث، خواننده گروه صحبت کرده بود. به گفته جما نام گروه بر گرفته از کتابی بنام ارباب مگس ها ست که او در جوانی مطالعه کرده بود.
سرانجام گروه در سال ٢٠١١ تاسیس شد و اولین کنسرت خود را در ژانویه ۲۰۱٢ با همراهی سی پاور، گروه راک بریتانیایی برگزار کرد.

## اعضا
- جنی بث، آواز، ٢٠١١ _اکنون
- جما تامپسن ، گیتار، ٢٠١١ _اکنون
- عایشه حسن ، گیتار بیس، ٢٠١١ _اکنون
- فی میلتن ،درامز، ٢٠١١ _اکنون

## ترانه شناسی

### آلبوم های استودیویی
| سال  | مشخصات                                                                                           | جایگاه در چارت ها | جایگاه در چارت ها | جایگاه در چارت ها | جایگاه در چارت ها | جایگاه در چارت ها | میزان فروش  |
| سال  | مشخصات                                                                                           | UK                | FRA               | GER               | NED               | US                | میزان فروش  |
| ---- | ------------------------------------------------------------------------------------------------ | ----------------- | ----------------- | ----------------- | ----------------- | ----------------- | ----------- |
| ۲۰۱۳ | Silence Yourself - تازیخ انتشار : ۶ می ٢٠١٣ - ناشر : Matador - فرمت: CD, vinyl, digital download | ١٩                | —                 | —                 | ٧۵                | ٧٠                | - US: ۴٣٠٠٠ |
| ٢٠١۶ | Adore Life - تاریخ انتشار : ٢٢ ژانویه ٢٠١۶ - ناشر: Matador - فرمت: CD, vinyl, digital download   | ٢۶                | ۵٧                | ۵٣                | ٣٩                | ٩٩                |             |
|      |                                                                                                  |                   |                   |                   |                   |                   |             |

### آلبوم های مشترک
- Words to the Blind (٢٠١۴ ) (با همکاری Bo Ningen)
- In What I'm Seeing; The Sun (٢٠١۵) (با همکاری A  Dead Forest Index)

### تک آهنگ ها
- Flying To Berlin / Husbands (٢٠١٢)
- She Will (٢٠١٣)
- Shut Up (٢٠١٣)
- Fuckers / Dream Baby Dream (٢٠١۴)
- The Answer (٢٠١۵)
- T.I.W.Y.G (٢٠١۵)
- Surrender (٢٠١۶)